# متنزه بحيرة مورو الحكومي
متنزه بحيرة مورو الحكومي، 4,531 أكر (1,834 ها) متنزه الولاية في مقاطعة ساراتوجا، نيويورك، الولايات المتحدة.
يقع المتنزه في الجزء الجنوبي الغربي من بلدة مورو في الولايات المتحدة الطريق السريع 87 . يضم أكثر من 20 ميل (32 كـم) من مسارات المشي.
تشمل الأنشطة الشتوية المشي بالأحذية الثلجية والتزلج الريفي على الثلج والتزلج والصيد على الجليد. تم إعادة تأهيل كوخ تاريخي في المتنزه وتحويله إلى نزل شتوي دافئ.
تشمل الأنشطة الصيفية السباحة في بحيرة مورو أو صيد الأسماك أو المشي لمسافات طويلة أو التجديف على نهر هدسون.

التخييم متاح في الربيع والصيف والخريف. يوجد في بحيرة مورو 148 موقعًا للتخييم وثلاثة أكواخ ومخيمًا جماعيًا يتسع لما يصل إلى 35 شخصًا. كما توجد أجنحة للإيجار للحفلات ومنصة امتياز ومركز طبيعة ومتحف.

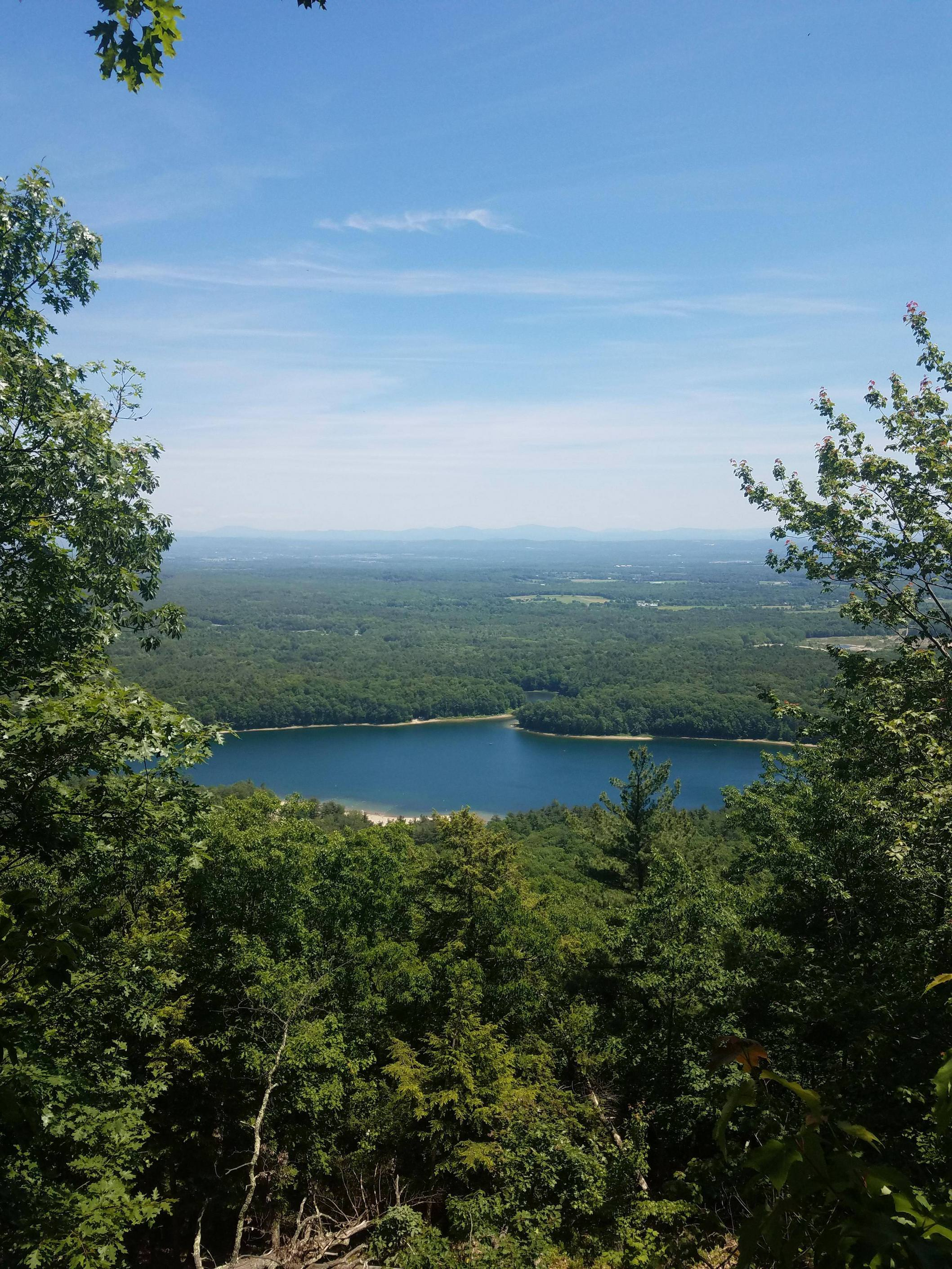
بحيرة مورو في 12 يونيو 2018

## روابط خارجية
- الموقع الرسمي